# 天主教卡庫佩教區
天主教卡庫佩教區（拉丁語：Dioecesis Caacupensis）是巴拉圭一個羅馬天主教教區，屬亞松森總教區。
1960年8月2日建立自治監督區，1967年3月29日升為教區。
教區位於科迪勒拉省。2006年有教友232,075人（佔轄區總人口98.2%）、二十個堂區、三十名司鐸。現任教區主教為卡塔里諾·希門內斯·梅迪納。